# Dimitris Goutas
Dimitris Goutas (Kavala, 4 de abril de 1994) es un futbolista griego que juega de defensa central en el Gençlerbirliği S. K. de la Superliga de Turquía.

## Selección nacional
Es internacional con la selección de fútbol de Grecia. Fue internacional sub-18, sub-19, sub-20 y sub-21, antes de convertirse en internacional absoluto el 11 de noviembre de 2021, en un partido de clasificación para la Copa Mundial de Fútbol de 2022 ante la selección de fútbol de España.

## Clubes
| Club                    | País    | Año       |
| ----------------------- | ------- | --------- |
| Xanthi A. O.            | Grecia  | 2012-2015 |
| Olympiakos              | Grecia  | 2015-2019 |
| Xanthi A. O. (cedido)   | Grecia  | 2016      |
| K. V. Kortrijk (cedido) | Bélgica | 2016-2017 |
| Sint-Truidense (cedido) | Bélgica | 2017-2018 |
| Lech Poznań (cedido)    | Polonia | 2018-2019 |
| Atromitos               | Grecia  | 2019-2021 |
| Sivasspor               | Turquía | 2021-2023 |
| Cardiff City F. C.      | Gales   | 2023-2025 |
| Gençlerbirliği S. K.    | Turquía | 2025-     |

## Palmarés

### Títulos nacionales
| Título          | Club      | País    | Año  |
| --------------- | --------- | ------- | ---- |
| Copa de Turquía | Sivasspor | Turquía | 2022 |